# Bernard Hill

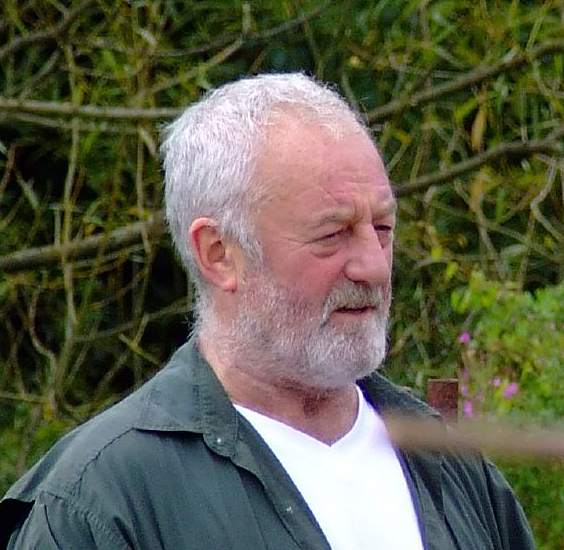
Bernard Hill (2007)

Bernard Hill (* 17. Dezember 1944 in Manchester, England; † 5. Mai 2024) war ein britischer Film-, Fernseh- und Theaterschauspieler. International wurde er vor allem durch seine Rollen in dem Film Titanic und der Herr-der-Ringe-Trilogie bekannt.

## Leben und Karriere
Hill wurde in Blackley, einem Stadtteil von Manchester, als Sohn einer Bergbau-Familie katholischen Glaubens geboren. In seiner Geburtsstadt besuchte er das Xaverian College und später die Manchester Polytechnic School of Drama, wo er ein Kurskollege von Richard Griffiths war. Im Jahr 1970 schloss er sein Theater-Studium mit einem Diplom ab.
Hill begann seine Schauspielkarriere in einem Amateurtheater in Salford bei Manchester. Seine erste Fernsehrolle spielte er 1973 in Mike Leighs Fernsehfilm Hard Labour. 1974 folgte sein Theaterdebüt im Londoner West End in Willy Russells Beatles-Musical John, Paul, George, Ringo ... & Bert, in dem er John Lennon spielte. Seitdem war Hill ein vielbeschäftigter Schauspieler in Film, Fernsehen und Theater in Großbritannien und in den USA, der mit Regisseuren wie Richard Attenborough, James Cameron, Peter Greenaway und Peter Jackson zusammengearbeitet hat. Eine seiner ersten größeren Rollen spielte er 1976 in der  preisgekrönten englischen Mini-Serie Ich, Claudius, Kaiser und Gott. Nach zahlreichen Rollen in britischen Fernsehproduktionen, unter anderem in den Shakespeare-Verfilmungen der BBC, erlebte er seinen eigentlichen Durchbruch im Jahr 1982 mit der fünfteiligen Serie Boys from the Blackstuff. Für seine Darstellung des arbeitslosen Liverpooler Arbeiters Yosser Hughes erhielt Hill 1983 den Press Guild Award for Achievement of the Decade und eine BAFTA-Nominierung als bester Fernsehschauspieler.
Ab Mitte der 1980er-Jahre konzentrierte sich Hill fast ganz auf die Filmarbeit und war nur noch selten in Fernsehproduktionen zu sehen. Zu seinen bekannteren Filmen gehören Peter Greenaways Verschwörung der Frauen, Die Bounty und Der Geist und die Dunkelheit. Internationale Bekanntheit erlangte er schließlich durch seine Rollen als Kapitän Smith in der Titanic-Verfilmung von James Cameron im Jahr 1997 und Anfang der 2000er-Jahre als König Théoden im zweiten und dritten Teil von Peter Jacksons Herr-der-Ringe-Verfilmung: Die zwei Türme und Die Rückkehr des Königs. Für diesen Film erhielt er 2004 gemeinsam mit seinen Schauspielerkollegen den Screen Actors Guild Award für die beste Ensembleleistung. Hill hat damit als einziger Schauspieler in zweien der drei Filme (Ben Hur, Titanic und Der Herr der Ringe: Die Rückkehr des Königs) mitgespielt, die jeweils elf Oscars gewonnen haben.
Hill lebte in Suffolk. Er hatte eine Tochter und einen Sohn aus jeweils verschiedenen Beziehungen. Er starb am 5. Mai 2024 im Alter von 79 Jahren.

## Filmografie (Auswahl)

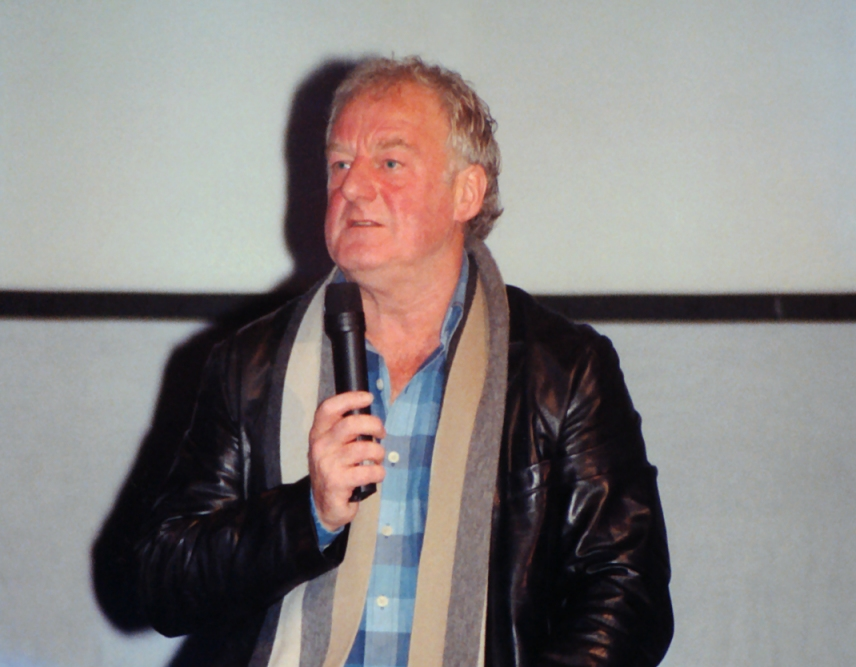
Bernard Hill auf der Ring*Con 2004 in Bonn

- 1976: Selbstjustiz (Trial by Combat)
- 1976: Ich, Claudius, Kaiser und Gott (I, Claudius; Fernseh-Miniserie)
- 1980: Fox (Fernsehserie, 13 Folgen)
- 1982: Boys from the Blackstuff (Fernseh-Miniserie)
- 1982: Gandhi
- 1983: Henry VI, Part 1–3 (Fernseh-Dreiteiler)
- 1984: Die Bounty (The Bounty)
- 1985: Die Touristenfalle (Restless Natives)
- 1986: Boy Soldier – Soldat ohne Vaterland (Milwr Bychan)
- 1987: Bellman & True – Gangster wider Willen
- 1988: Verschwörung der Frauen (Drowning by Numbers)
- 1989: Shirley Valentine – Auf Wiedersehen, mein lieber Mann (Shirley Valentine)
- 1990: Land der schwarzen Sonne (Mountains of the Moon)
- 1993: Lippenstift am Kragen (Lipstick on Your Collar; Fernseh-Miniserie)
- 1996: Der Geist und die Dunkelheit (The Ghost and the Darkness)
- 1997: Titanic
- 1999: Ein wahres Verbrechen (True Crime)
- 1999: Ein Sommernachtstraum (A Midsummer Night’s Dream)
- 2000: Liverpool Gangster (Going Off Big Time)
- 2002: The Scorpion King
- 2002: Der Herr der Ringe: Die zwei Türme (Lord of the Rings: The Two Towers)
- 2003: Der Herr der Ringe: Die Rückkehr des Königs (Lord of the Rings: The Return of the King)
- 2003: Gothika
- 2004: Wimbledon – Spiel, Satz und … Liebe (Wimbledon)
- 2005: The League of Gentlemen’s Apocalypse
- 2006: Der Erde so nah (El corazón de la tierra)
- 2007: County Clare – Hier spielt die Musik (The Boys from County Clare)
- 2008: Operation Walküre – Das Stauffenberg-Attentat (Valkyrie)
- 2009: Franklyn – Die Wahrheit trägt viele Masken (Franklyn)
- 2012: ParaNorman (Stimme)
- 2015: Wölfe (Wolf Hall, Miniserie, 6 Episoden)
- 2015: Unforgotten (Fernsehserie, 6 Episoden)
- 2016: Golden Years